# Marc Aleu i Socies
Marc Aleu i Socies, també conegut per Cram (Barcelona, 1922 - Cadaqués, 1996) fou un pintor català.
Estudià a l'Escola Superior de Belles Arts de Barcelona, i inicià la seva carrera amb una exposició a la Sala Pictòria el 1946. Va treballar a París el 1952 i a Oslo el 1954, on va realitzar una exposició personal. D'estil neomagicista i expressionista, participà en els grups Cercle Maillol i Art Nou, i estigué molt pròxim al grup Dau al Set. El 1955, juntament amb Modest Cuixart, Josep Guinovart, Jordi Mercadé, Antoni Tàpies, Jaume Muxart i Joan-Josep Tharrats constituïren el grup Taüll. Va realitzar exposicions al Caire i a Beirut.